# Mednafen
Mednafen (zuvor bekannt als Nintencer) ist ein freier Emulator verschiedener Spielkonsolen. Er bietet viele fortgeschrittene Funktionen und verwendet unter anderem OpenGL und SDL. Mednafen ist unter der GNU General Public License lizenzierte freie Software. Mednafen ist ein Akronym für „My Emulator Doesn’t Need A Frickin’ Excellent Name“ (frei übersetzt: Mein Emulator braucht keinen ach so tollen Namen).
Der Emulator ist unter Windows, Linux, PlayStation 3, und RISC OS ausführbar. Eine Umsetzung für die Wii ist gegenwärtig in der Entwicklung.
Mednafen ermöglicht es, die Steuerungstasten sowie die emulierten Eingabegeräte einer Tastatur oder einem Joystick beliebig und sogar gleichzeitig zuzuweisen. Darüber hinaus können Savestates angelegt und das Spielgeschehen in Echtzeit „zurückgespult“ werden. Screenshots können per Tastendruck im PNG-Format abgespeichert werden. Der Mednafen-Server ermöglicht es, NES-, PC-Engine- und SuperGrafx-Spiele über ein Rechnernetz mit anderen Spielern zu spielen.
Da Mednafen über keine separaten Konfigurationswerkzeuge verfügt, müssen Einstellungsänderungen über Kommandozeilenparameter oder während des Spiels über ein OSD vorgenommen werden. Eine grafische Oberfläche (GUI) wird parallel entwickelt.

## Emulierte Systeme
Derzeit emuliert Mednafen die Spielekonsolen Nintendo Entertainment System, PC Engine, SuperGrafx, Game Boy, Game Boy Color, Game Boy Advance, Neo Geo Pocket, Neo Geo Pocket Color, WonderSwan, WonderSwan Color und Atari Lynx. Ab Version 0.6.0 ist außerdem eine PC-FX-Emulation in Entwicklung, welche zurzeit aber nur begrenzt einsatzfähig ist.
| System                                                     | Basiert auf dem Quelltext von                                |
| ---------------------------------------------------------- | ------------------------------------------------------------ |
| Atari Lynx                                                 | Handy                                                        |
| Game Boy Advance                                           | VisualBoyAdvance                                             |
| Game Boy Color                                             | VisualBoyAdvance                                             |
| Neo Geo Pocket Color                                       | Neopop                                                       |
| Nintendo Entertainment System                              | FCE Ultra                                                    |
| Super Nintendo Entertainment System (nur im WIP verfügbar) | bsnes                                                        |
| Virtual Boy (nur im WIP verfügbar)                         | Eigenentwicklung. NEC V810 CPU Core basiert auf Reality Boy. |
| PC Engine                                                  | Eigenentwicklung. CD-ROM interface basiert auf PC2e.         |
| PC-FX                                                      | Eigenentwicklung. NEC V810 CPU Core basiert auf Reality Boy. |
| PlayStation (nur im WIP verfügbar)                         | Eigenentwicklung                                             |
| WonderSwan Color                                           | Cygne                                                        |
| Sega Mega Drive (nur im WIP verfügbar)                     | Genesis Plus                                                 |
| Sega Master System und Game Gear                           | SMS Plus                                                     |